# تريسي ولس
تريسي ولس (بالإنجليزية: Tracy Wells)‏ هي ممثلة أمريكية، ولدت في 13 مارس 1971 في إنسينو ‏ في الولايات المتحدة.

## وصلات خارجية
- تريسي ولس على موقع IMDb (الإنجليزية)
- تريسي ولس على موقع قاعدة بيانات الفيلم (الإنجليزية)